# Kościół św. Józefa w Świętochłowicach
Kościół pw. św. Józefa – kościół parafialny znajdujący Świętochłowicach-Zgodzie.

## Historia

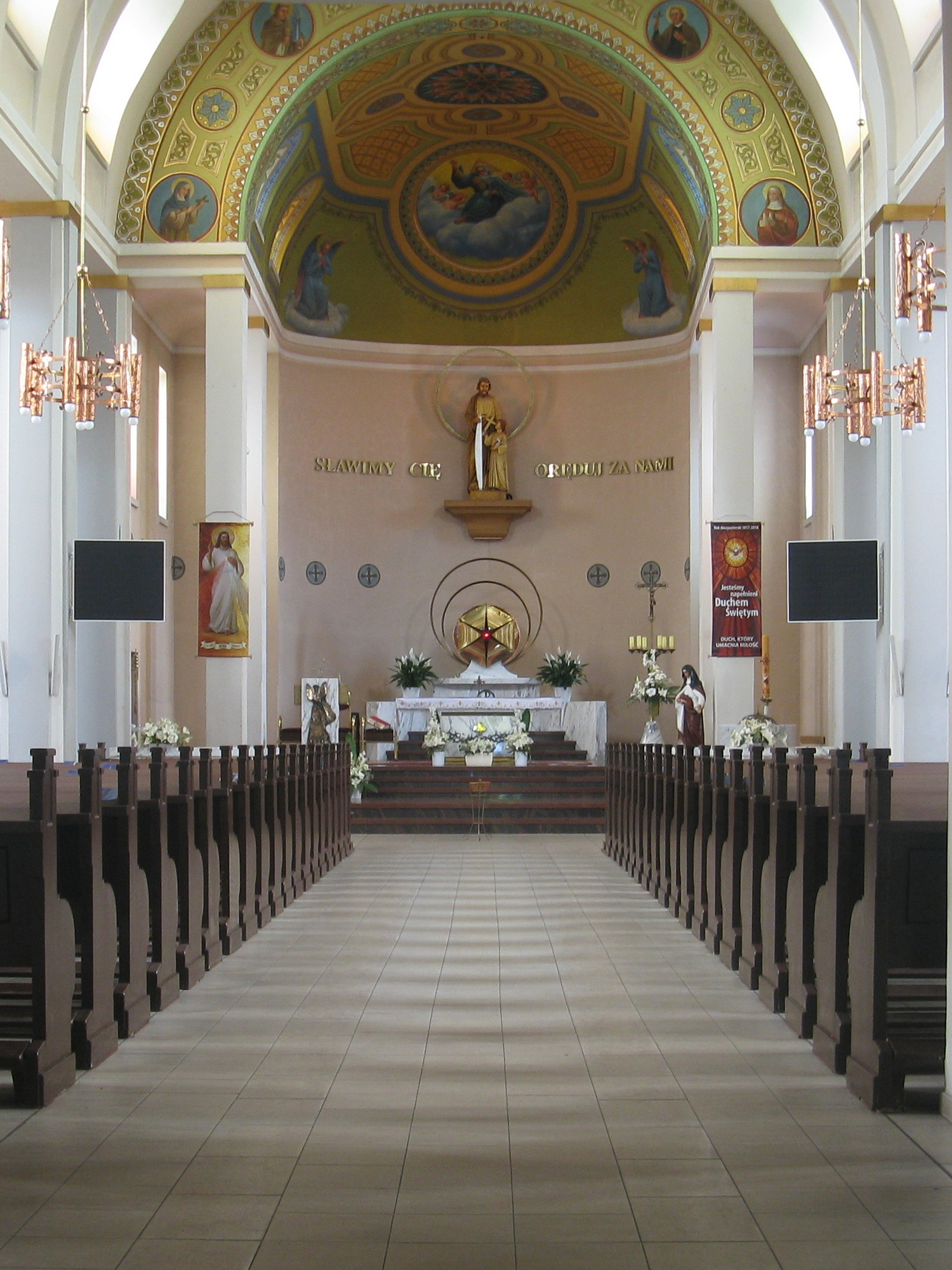
Wnętrze kościoła w 2018 roku

W latach 1884–1885 wybudowano na osadzie kopalni Otylia (między Zgodą a Nowym Bytomiem) kościół św. Józefa. Poświęcenia kościoła dokonano 26 października 1885. W 1925 r. doszło do podziału parafii Zgoda na dwie samodzielne parafie: Zgoda i Nowy Bytom. W 1931 roku zamknięto kościół ze względu na szkody górnicze.
18 maja 1931 rozpoczęto budowę nowego kościoła, również pw. św. Józefa, ponieważ stary kościół był zbyt oddalony od Zgody i mieszkańcy tej miejscowości domagali się u siebie własnego. Działkę pod budowę nowego kościoła, usytuowaną naprzeciw Kopalni Niemcy, przekazała Dyrekcja Kopalni. Został on poświęcony 29 listopada 1931 przez ks. infułata Wilhelma Kasperlika. Projektantem i konstruktorem był Jan Affa. Autorem projektu obecnego wystroju wnętrza był artysta plastyk Józef Kołodziejczyk. 1 grudnia 1931 przeniesiono siedzibę parafii Zgoda do nowo wybudowanego kościoła, przy którym też zamieszkali księża na probostwie oddanym w 1932. Stary kościół na osadzie kopalni Otylia rozebrano w 1932 z powodu szkód górniczych.
W 1932 r. zakupiono dzwony, wykonane przez firmę Schwabe z Białej. Zasadnicze zmiany w wystroju wnętrza świątyni zaszły na początku lat 70. XX w. Wówczas to został usunięty drewniany ołtarz i ambona, w środku prezbiterium umieszczono kamienny ołtarz, a ścianę prezbiterium ozdobiono mozaiką.

## Architektura
Gmach kościoła został zaprojektowany na rzucie krzyża łacińskiego, z wieżą w fasadzie zachodniej. Na przecięciu nawy głównej i transeptu znajduje się niewielka kopuła, z zewnątrz nakryta wieloboczną wieżą – sygnaturką. Elewacja, co nietypowe w ówczesnych obiektach sakralnych, została otynkowana. Do wyposażenia nowego kościoła wykorzystano niektóre elementy ze starego. Przeniesiono organy, ławki oraz ołtarz, który został znacznie zmodyfikowany. 